# Putois d’Europe
Pour les articles homonymes, voir Putois (homonymie).
Mustela putorius
Espèce
Statut de conservation UICN

 LC  : Préoccupation mineure
Statut CITES
Répartition géographique
Le putois d’Europe (Mustela putorius), également connu sous les nom de putois commun, noir ou putois forestier, furet européen, furet sauvage, mais plus communément désigné sous le nom de putois, est un mammifère de la famille des mustélidés voisin de la belette, du vison, de la loutre et de l'hermine. Le furet (Mustela putorius furo), forme domestiquée par l’Homme. Ces animaux ont une glande qui libère une puanteur en cas de peur ou de menace.
Le putois d'Europe a une couleur proche du brun foncé avec une tête plus claire. Il est sensiblement plus grand que la belette et l'hermine, mesure 50 cm de long et pèse entre 0,7 kg pour les femelles et 1,7 kg pour les mâles.
Dans l'usage populaire, il est parfois confondu avec la mouffette qui, elle, est rayée de bandes blanches.

## Description
Le putois d’Europe a l’allure générale typique des autres Mustélidés : il est court sur pattes avec le corps fin et allongé,. Il fait de 40 cm à 60 cm de long dont 12 cm à 15 cm de queue. Les mâles pèsent de 400 g à 1,5 kg alors que les femelles ne dépassent pas les 700 g. Le poids est l’un des meilleurs critères d’identification des sexes.

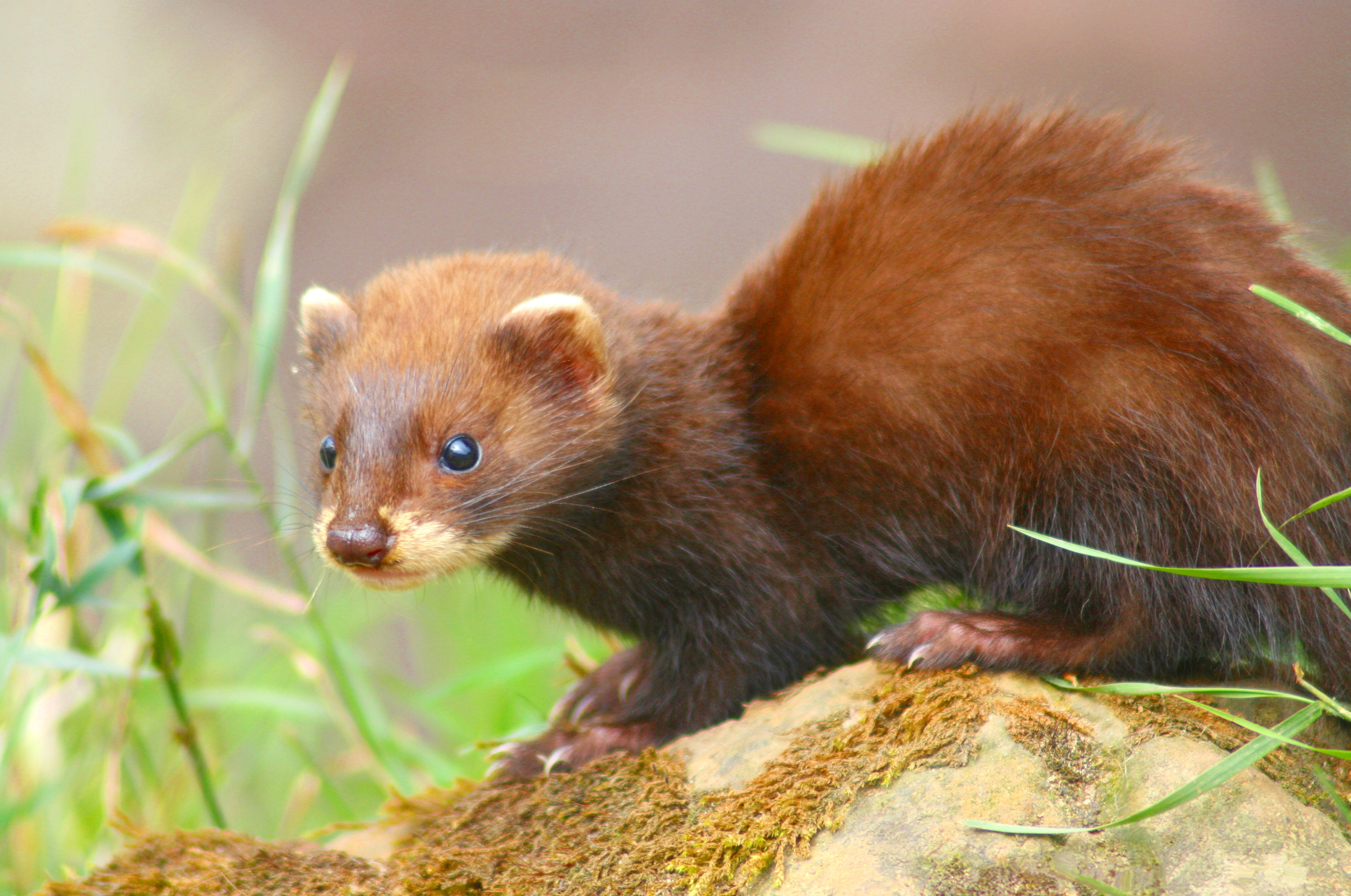
Un jeune putois érythrique en Angleterre

Le pelage typique est brun-noir avec des flancs plus pâles car le poil de bourre jaunâtre y est plus visible. La tête est plus claire, avec un masque noir partant du museau et entourant les yeux. Les oreilles sont petites, rondes et ourlées de blanc. Il existe cependant une grande variation entre les individus, avec un masque facial plus ou moins marqué, un pelage plus ou moins sombre ainsi que des phénotypes érythrique ou albinos. La mue est bisannuelle. En hiver, le poil de bourre s'épaissit ce qui donne une teinte plus claire au pelage.

## Comportement
L'espérance de vie maximum connue dans la nature est de 3 à 5 ans et 14 ans en captivité. C'est un animal essentiellement nocturne, silencieux, furtif, et assez discret. Il se rencontre en forêt mais surtout dans les lieux humides : bordure d’étangs et marais. Il creuse souvent son terrier sous les racines des arbres.
Sa nourriture est principalement constituée de grenouilles et de campagnols, mais aussi parfois de rats ou d'autres petites proies. C'est un des rares prédateurs à amasser des proies (principalement des grenouilles) dans des « réserves alimentaires » au printemps. On considère souvent que l'une de ses proies favorites est le lapin de garenne qu'il surprend dans son terrier, mais il n'incorpore le lapin que dans son régime d'été. Plus rarement, il peut s'en prendre au jeune lièvre dont il remonte la trace. Pour ces dernières proies qui le dépassent souvent en taille (tel le lapin sauvage), on dit[Qui ?] qu'il se contente le plus souvent de les saigner à mort et de dévorer ensuite les organes nobles (foie, cœur, poumons).[réf. nécessaire] Il est connu également comme prédateur des cailles et perdrix surprises au sol, de nuit, durant leur sommeil. Pour sa prédation importante exercée sur le petit gibier, il a longtemps fait l'objet d'un piégeage intensif.
Selon le professeur Thierry Lodé, spécialiste de l'espèce, son domaine vital s'étend sur un kilomètre carré et l'espèce est capable de s'hybrider avec le très rare vison d'Europe (Mustela lutreola).
Il grimpe rarement mais plonge et nage très bien. S’il est en danger, il glousse, siffle et gronde. Sous l’effet de la frayeur ou de la douleur, il libère le contenu de ses glandes anales sous la forme d'un aérosol dont l’odeur désagréable lui a valu le nom de « puant ». Les vêtements qui en sont imprégnés sont rendus inutilisables pour au moins 24 heures tellement l'odeur en est insupportable.
Le putois est polygyne, le mâle fréquentant le domaine d'une à trois femelles. L’accouplement a lieu en mars-avril. Le nid (amas d’herbes sèches, de plumes et de poils) est dissimulé dans une cavité d’arbre ou de mur, sous des fagots ou dans un terrier abandonné. La femelle met bas une fois par an, en juin-juillet, après une gestation de six semaines. Sa portée compte de trois à sept petits mesurant six à sept centimètres et couverts d'un duvet ras et blanchâtre. Ils tètent au moins un mois mais mangent de la viande apportée par la mère dès l'âge de trois semaines. À trois mois ils atteignent la taille des adultes qui vivent cinq à six ans et atteignent leur maturité sexuelle à 9 mois.

## Confusion
Les amalgames faits notamment dans les bandes dessinées et les dessins animés (comme Belle Fleur dans Bambi et Bambi 2 de Walt Disney Pictures, Pépé le putois chez Warner Bros., dans Kirikou et la Sorcière, ou Stella dans Nos voisins, les hommes de DreamWorks) ont amené une confusion dans l'esprit de nombreuses personnes : l'animal noir et blanc à queue panachée émettant un parfum nauséabond qui peuple l'imaginaire collectif est en réalité la mouffette, espèce d'une famille différente des putois. Le putois émet une odeur moins incommodante et moins persistante que celle de la moufette[réf. souhaitée], et il est brun.

## Écologie
C'est un des rares prédateurs à s'attaquer au rat musqué (dont la taille est comparable à celle du lapin de garenne), mais aussi au rat brun. Ses proies principales figurent sur la liste des espèces classées « nuisibles » par arrêté préfectoral en France et cela lui confère donc un rôle positif, mais il est aussi prédateur du campagnol amphibie (vulnérable au niveau mondial). Quand il n'a pas de proies plus grandes à disposition, on estime à un millier le nombre de petits rongeurs tués chaque année par ce prédateur. [réf. nécessaire]
Le putois ne provoque que rarement des dégâts dans des clapiers ou des poulaillers vétustes (planches disjointes, grillage troué, portes disloquées ou fermant mal…).
Pourtant, le piégeage ainsi que la disparition d'un grand nombre de lapins de garenne à cause de la myxomatose ont contribué à sa raréfaction. La modification des milieux humides ainsi que la pollution de l'eau sont aussi des éléments à ne pas négliger. La destruction des zones humides est la principale cause du recul de cette espèce en Suisse,.
En 2016, le déclin de l'espèce en France est confirmé par l'Office français de la biodiversité (ex-ONCFS) sur la base de différentes études. Depuis 2017, l'UICN le classe « espèce quasi menacée » sur la liste rouge des mammifères menacés en France. En 2019, la Société française pour l'étude et la protection des mammifères (SFEPM) s'alarme toujours du déclin de la population de putois en France, au point d'en faire une espèce menacée. La SFEPM demande (sans succès à ce jour) au ministère de l'Écologie de placer l'espèce sur la liste des « mammifères protégés » (statut impliquant une non-chasse, mais aussi qu'il soit pris en compte par divers programmes de conservation, et dans les études d'impacts et autres évaluation environnementale des projets d'aménagement du territoire),.

Pourtant le putois reste inscrit en France sur la liste d'espèces susceptibles d'être classés nuisibles par arrêté ministériel en date du 30 septembre 1988). Plusieurs associations naturalistes demandent son inscription en espèce protégée et pas uniquement comme « quasi menacé » ; deux préfets (Loire-Atlantique et Pas-de-Calais) l'inscrivent même parmi les espèces susceptibles d'occasionner des dégâts (Esod, autrefois « nuisibles »), permettant que son piégeage perdure jusqu'à ce que des associations de protection de l'environnement fassent (après 2 ans de procédures) annuler ces exceptions par le Conseil d'État. En juillet 2021, l'espèce n'est plus classée Esod, mais n'est pas pour autant protégée puisque persiste sur la liste des quatre-vingt-dix « espèces gibiers » (selon l'OFB, au moins 2 942 putois ont été tués à la chasse pendant la saison 2013-2014).